# Principe d'échange de Locard
Pour les articles homonymes, voir Locard.
Le principe d'échange de Locard, énoncé par le pionnier de la police scientifique Edmond Locard, détermine que lorsque deux corps entrent en contact l'un avec l'autre, il y a nécessairement un transfert entre ceux-ci.  En d'autres termes, lorsqu'un acte criminel se produit, l'individu responsable laisse des traces de sa présence et emporte avec lui des traces du lieu où il se trouvait.